# Фабио Лусиано
Фабио Лусиано (порт. Fábio Luciano родился 29 апреля 1975 в Виньеду, Бразилия) — бразильский футболист, защитник. Участник Кубка Конфедераций 2003

## Карьера
Его профессиональная карьера началась в 1996 году в бразильском клубе «Понте Прета», за который он играл до 1999 года. Затем он перешёл в «Коринтианс», где он в своем первом сезоне сыграл 17 игр. В 2001 он играл на правах аренды за «Интернасьональ». После двух лет игры за «Коринтианс» центральный защитник получил предложение из Европы. Он перешёл в «Фенербахче».
Потом Лусиано подписал контракт с немецким «Кёльном» до 30 Июля 2007. Позже он подписал контракт с бразильским клубом «Фламенго» до декабря 2009 года.

## Достижения
- Клубный чемпионат мира по футболу: 2000
- Турнир Рио-Сан-Паулу: 2002
- Лига Паулиста: 2001, 2003
- Кубок Бразилии: 2002
- Чемпион Турции: 2003/04, 2004/05
- Кубок Гуанабара: 2008
- Трофей Рио: 2009
- Лига Кариока: 2008, 2009